# Митчелл, Уильям Джеймс
Уи́льям Джеймс Ми́тчелл Мл. (англ. William James Mitchell Jr., род. 16 июля 1965), более известный под именем Би́лли Ми́тчелл (англ. Billy Mitchell), — геймер, известный мировыми рекордами в ряде аркадных игр, и ресторатор. Получил известность в 80-е годы, когда журнал Life включил его в фотоальбом игроков-чемпионов времён рассвета золотого века компьютерных аркадных игр.
В 1999 году Митчелл стал первым человеком, объявившим о достижении максимально возможного результата в Pac-Man — 3 333 360 очков. Twin Galaxies и Книга рекордов Гиннесса признали за Митчеллом мировой рекорд в ряде игр, включая Pac-Man и Donkey Kong. Митчелл снялся в нескольких документальных фильмах о ретрогейминге, а также принял участие в ряде ретро-соревнований.
В 2018 году рекорды Митчелла были оспорены участниками форумов Twin Galaxies, которые предположили, что Митчелл поставил их на эмуляторе. После многомесячного расследования Twin Galaxies отозвала признание рекордов Митчелла. В 2020 году между Twin Galaxies и Митчеллом начались судебные разбирательства.

## Биография

### Ранняя жизнь и первые рекорды
Митчелл родился в Холиоке (Массачусетс) и вырос в Южной Флориде.
В начальной школе Митчелл сильно увлёкся игрой в пинбол. Компьютерные игры его поначалу не интересовали, однако по мере того, как они становились всё более и более популярными, Митчелл тоже захотел приобщиться к ним: «вокруг аркадных Donkey Kong всегда стояла толпа, и я хотел заполучить это внимание». В возрасте 16 лет он начал играть в компьютерные игры. Его интерес подогревало дружеское соревнование с одноклассником, с которым они побивали рекорды друг друга в Pac-Man и Donkey Kong. Со временем Митчеллу стало любопытно, существует ли общемировая таблица рекордов по Donkey Kong, и он связался с Уолтером Дэем, основателем Twin Galaxies, единственного на тот момент зала аркадных автоматов в Оттамве. Дэй рассказал ему о Стиве Сандерсе, который утверждал, что поставил рекорд в 1,4 миллиона очков. В ноябре 1982 года журнал Life пригласил наиболее популярных аркадных игроков, включая Митчелла и Сандерса, в Оттамву на фотосессию. Митчелл предложил Сандерсу посоревноваться в Donkey Kong и продемонстрировал, что в игре есть непроходимый «экран смерти» на 22 уровне, поставив рекорд в 874 300 очков и обыграв Сандерса. В дальнейшем Сандерс признался, что соврал о своём рекорде в Donkey Kong, и Twin Galaxies присвоила первенство Билли Митчеллу, которое он сохранял более 18 лет. Примерно в это время Митчелл подружился с Робертом Чайлдсом, который вёл бизнес по покупке и установке аркадных автоматов в такие места, как автоматизированные прачечные.
В 1983 году Митчелл поступил в Подготовительный колледж Шаминад — Мадонна. В том же году Дэй пригласил Митчелла и некоторых других игроков с фотосессии в «Электронный цирк» (англ. Electronic Circus) — тур по 40 городам, в рамках которого игроки должны демонстрировать свои умения в компьютерных играх на потеху публике. Однако в дальнейшем от идеи отказались, и Митчелл с остальными геймерами провёл лето в Twin Galaxies, где ребята соревновались в постановке рекордов в различных играх, причём Митчелл решил сфокусироваться на небольшом ряде игр. К концу лета Дэй основал U.S. National Video Game Team, менее амбициозную версию Электронного цирка с туром только по крупным городам, однако на первом же мероприятии возникло множество проблем. В дальнейшем Дэй часто брал с собой Митчелла в различные туры для подтверждения рекордов, в которых ролью Митчелла было раскусывание обмана. К 1984 году Дэй назвал Митчелла игроком года Twin Galaxies. Из-за кризиса индустрии компьютерных игр 1983 года Twin Galaxies был закрыт в марте 1984 года, хотя Дэй продолжал отслеживать и принимать рекорды. В 1985 году Митчелл установил рекорд для BurgerTime и прекратил играть в игры на 10 лет, сосредоточившись на работе в ресторане родителей, Rickey’s Restaurant, который впоследствии перешёл ему в наследство.

### Pac-Man
В 1980 вышла Pac-Man. Игроки обнаружили, что у неё тоже есть вариация «экрана смерти»: по достижении 256 уровня половину экрана заполняют бессмысленные знаки, что делает уровень непроходимым. В 1982 году восьмилетний геймер заявил, что набрал более 6 миллионов очков; эта новость разлетелась по стране после того, как президент Рональд Рейган написал поздравление игроку. В 1983 году Митчелл совместно со своим другом Крисом Эйра установил, что максимально возможный рекорд в Pac-Man равняется 3 333 360, и он требует идеального прохождения с нулём смертей и сбором всех возможных очков на глючной стороне 256 уровня, что, в свою очередь, требует знаний о том, где должны были располагаться съедобные точки.
В 1999 году группа канадских игроков, включающая Рика Фотергилла, сообщила о том, что приблизились к теоретическому максимуму, что замотивировало Митчелла вернуться к компьютерным играм и побить рекорд группы. 8 мая 1999 года Фотергилл поставил мировой рекорд, не добрав всего 90 очков до идеального результата. 3 июля Митчеллу удалось достичь теоретического максимума на практике, в аркадном зале в Лаконии; мировой рекорд Митчелла был зафиксирован Funspot и Twin Galaxies. Twin Galaxies объявила его «геймером века», а Namco, создатели Pac-Man, пригласили Митчелла в Японию на Tokyo Game Show. В ноябре 1999 году Митчелл вернулся в США и предложил 100 000 долларов первому человеку, которому удастся пройти заглючивший уровень до 1 января 2000 года. К назначенному сроку никому это не удалось.

### Возвращение к играм

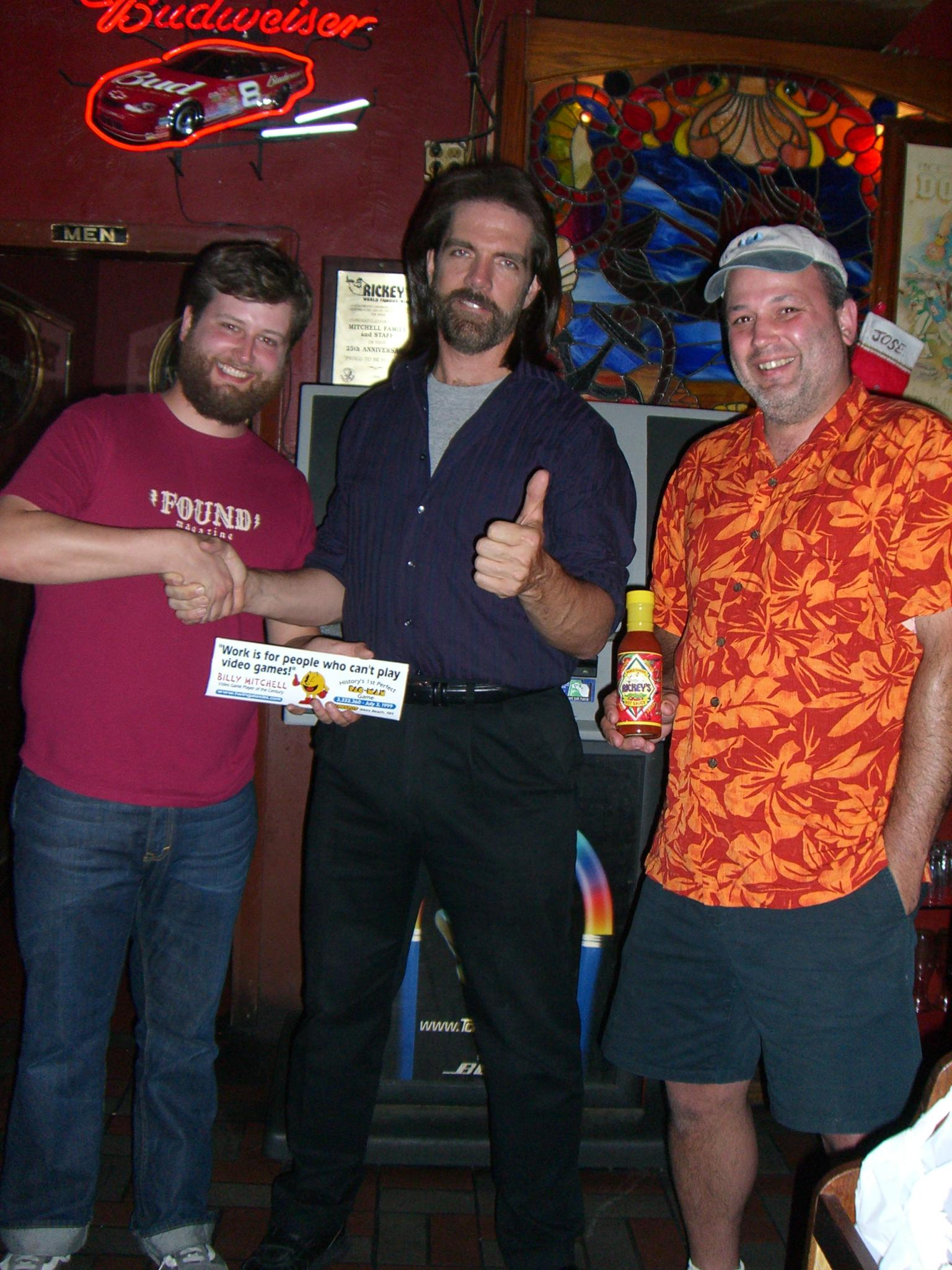
Митчелл (в центре) с фанатами 19 декабря 2007 года

В 2004 году Митчелл при многочисленных свидетелях установил личный рекорд в 933 900 очков в Donkey Kong на Midwest Gaming Classic. В 2004—2005 годах Стив Вибе пытался установить новый мировой рекорд и снимал игровой процесс для создания фильма The King of Kong: A Fistful of Quarters. Вибе многократно лично приглашал Митчелла на свои мероприятия, обычно проходившие в аркадных залах Funspot, поскольку предпочитал публичную демонстрацию рекордов, а не видеозапись игрового процесса. Митчелл отказывался, ссылаясь на то, что он не играл более полугода и ему нужны были тренировки перед соревнованием.
Вибе удалось поставить рекорд свыше одного миллиона очков, играя дома. Twin Galaxies поначалу приняла запись с рекордом, однако затем отозвала признание рекорда, так как Вибе использовал неофициальное издание Double Donkey Board, в которое были включены Donkey Kong и Donkey Kong Jr.. Позднее Вибе поставил ещё один рекорд на глазах у множества свидетелей в Funspot, и Twin Galaxies приняла его. Спустя несколько часов Митчелл прислал собственную кассету с записью игрового процесса, на которой был запечатлён рекорд 1 047 200 очков — это побило результат Вибе и стало новым мировым рекордом по версии Twin Galaxies. Многие игроки, включая Вибе, начали писать жалобы Twin Galaxies, и через некоторое время рекорд Митчелла был аннулирован под предлогом того, что он был записан на кассету без свидетелей, что снова сделало чемпионом мира Вибе. После выпуска фильма The King of Kong, в котором Митчелл, к своему удивлению, был выставлен плохим человеком, Билли стал получать угрозы по почте и телефону. Помимо King of Kong, Митчелл был представлен в ряде других документальных фильмов нулевых и десятых, включая Chasing Ghosts: Beyond the Arcade (2007), The King of Arcades (2014) и Man vs Snake: The Long and Twisted Tale of Nibbler (2015).

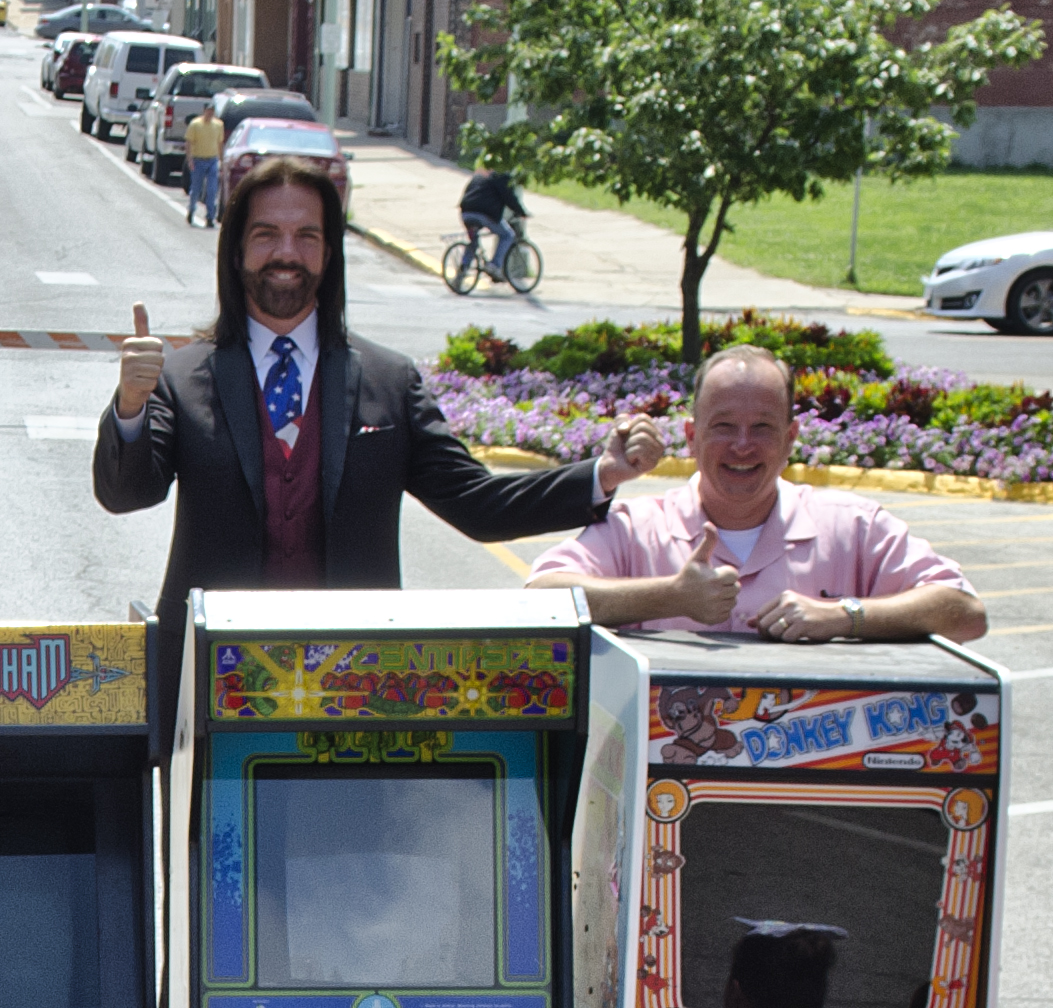
Билли Митчелл и Стив Сандерс в 2014 году

26 июля 2007 года, спустя 25 лет после своего первого рекорда, Митчелл снова побил мировой рекорд в Donkey Kong, набрав 1 050 200 очков. 26 февраля 2010 года Хэнк Чиен ненадолго побил рекорд, однако уже 24 июля Митчелл снова взял первенство, набрав 1 062 800 очков в аркадном зале «Boomers» в городе Дания во Флориде. В дальнейшем рекорд многократно побивался, в том числе Вибе, однако Митчеллу больше не удавалось взять первенство.
На чемпионате мира по Pac-Man, организованном Microsoft 4 июня 2007 года, Митчелл занял восьмое место из восьми. В 2008 году Митчелл стал первым игроком в компьютерные игры, которому была посвящена коллекционная карточка Topps Allen & Ginter.
В 2015 году Митчелл подал в суд на Cartoon Network, заявив, что персонаж-читер Гаррет Бобби Фергюсон из «Обычного мультика» был срисован с него. Судья Энн Элиз Томпсон не удовлетворила иск, заключив, что «внешность персонажа телесериала не совпадает с внешностью истца».

### Сомнения в рекордах
В августа 2017 года Джереми Янг, модератор Donkey Kong Forums, поделился своими подозрениями насчёт видеозаписи рекорда Митчелла, которое Чайлдс выложил в интернет. В тот день Митчелл играл в Donkey Kong и Donkey Kong Jr. и установил рекорд в обеих играх, причём обе игры проходились на одном и том же аркадном автомате — Чайлдс менял печатные платы между попытками. Процесс получения рекорда был запечатлён на видео не полностью, и Янг начал подозревать, что в замене плат был какой-то подвох. Митчелл и Чайлдс заверили, что процесс замены плат также попал на камеру, однако видео, которое они выложили, было записано намного позже времени установки рекордов.
Янг продолжил расследование видео Boomers, а заодно фильма King of Kong и рекорда 2007 года. В начале 2018 года он выложил доказательства, что все эти рекорды были сделаны на эмуляторе MAME, а не настоящем аркадном автомате. Рекорды были удалены с сайта Donkey Kong Forums. Слова Янга подтвердил Уэс Коупленд, экс-рекордсмен Donkey Kong, который проанализировал темп набора очков в игре и заключил, что такой игровой процесс, какой был запечатлён на рекорде Митчелла, статистически маловероятен. Также выяснилось, что при добавлении рекордов Митчелла их проверкой занимался  Тодд Роджерс, который в дальнейшем сам был исключён из Twin Galaxies за отправку мошеннических рекордов, что закрепило сомнения в искренности Митчелла.
Вскоре после озвучивания обвинений, Митчелл заявил на East Side Dave Show, что никогда в своей жизни не играл на MAME. Он предположил, что Янгу досталась поддельная запись: «на записи, которая есть у Джереми, запечатлён игровой процесс на MAME… Я не оспариваю его слова. Но я настаиваю на своём желании, чтобы он посмотрел оригинальную запись». Янг ответил, что для того, чтобы подделать подобную запись, необходим «ошеломляющий уровень аккуратности, терпения и технических знаний». Чтобы опровергнуть обвинения в читерстве, Митчелл отправил Twin Galaxies записи игрового процесса неудачных попыток поставить рекорд, а также другие косвенные доказательства.
12 апреля 2018 года Twin Galaxies заключила, что есть исчерпывающие доказательства того, что для записи игрового процесса двух из его рекордов использовался эмулятор. В частности, процесс загрузки игры, запечатлённый на записи, технически не мог быть повторён на оригинальном аппаратном обеспечении, но полностью совпадал с процессом загрузки игры на MAME. Twin Galaxies удалила все рекорды Митчелла из таблицы и запретила ему отсылать новые рекорды в будущем. В дальнейшем «Книга рекордов Гиннесса» опубликовала заявление о том, что также исключила рекорды Митчелла: «все титулы мистера Митчелла касательно его рекордов в Donkey Kong были исключены из Книги рекордов Гиннесса, поскольку нашим источником верификации данных достижений была Twin Galaxies». Также была удалена информация о рекордах Митчелла в Pac-Man и свидетельство о том, что он стал первым игроком, добившимся идеального прохождения.
Митчелл выразил несогласие с удалением рекордов и пригрозил судом Twin Galaxies и Гиннессу в случае, если они не будут возвращены. По наставлению сына, Митчелл начал стримить на Twitch, продемонстрировав результат, совпадающий с его предыдущими рекордами. Спор между Митчеллом и Twin Galaxies также вызвал к разладу между Митчеллом и некоторыми его друзьями и знакомыми из игрового сообщества. В начале 2019 года Митчелл подал иск на Twin Galaxies, Янга и ютубера Apollo Legend. Twin Galaxies пытались добиться отклонения иска, воспользовавшись калифорнийским законом о защите от недобросовестно заявляемых исков о диффамации, однако не добились успеха. После этого, в конце 2020 года, Twin Galaxies подали встречный иск против Митчелла и Уолтера Дэя, обвинив их в мошенничестве: Митчелл и Дэй заранее продали свои активы сайта, зная, что база данных содержит поддельные результаты, что неизбежно приводило к репутационным потерям компании, и, как следствие, снижении её биржевой стоимости. В октябре 2021 года апелляционный суд одобрил дело Митчелла против Twin Galaxies.
В июне 2020 года Книга рекордов Гиннесса объявила, что после пересмотра рекордов они не нашли достаточных доказательств того, что Митчелл использовал нечестные методы при получении своих рекордов, и восстановила рекорды Митчелла по Donkey Kong и Pac-Man. В интервью Ars Technica Митчелл заявил, что это решение было принято ещё в декабре 2019 года, однако в силу договорённостей и готовящихся судебных исков оно не могло быть объявлено раньше июня. Митчелл также заверил, что его юридические угрозы не повлияли на решение восстановить рекорды. В 2021 и 2022 году Митчелл подал два судебных иска на ютубера и спидранера Карла Джобста, обвинив его в клевете в двух видео: одно использовало клип, в котором Митчелла упоминали как читера, а другое было посвящено обвинениям Митчелла в мошенничестве.
В сентябре 2022 года инженер по аппаратному обеспечению Таннер Фоккенс и пять других экспертов опубликовали отчет, в котором после технического анализа игрового процесса было установлено, что Митчелл не мог получить свои записи на оригинальном аркадном оборудовании, поскольку переходы от этапа к этапу соответствовали таковым в MAME. Фотографии с конвенции Ассоциации ипотечных брокеров Флориды 2007 года, обнаруженные в январе 2023 года, показали, что игровой автомат Donkey Kong, который использовал Митчелл, был оснащен модифицированным джойстиком, который позволял осуществлять движение в восьми направлениях, а не в стандартных четырех. Это было нарушением правил Twin Galaxies, запрещающих играть на модифицированном оборудовании.

## Личная жизнь
Митчелл живёт с женой и тремя детьми в Уэнстоне, Флорида. Семья Митчеллов владеет сетью ресторанов в Холливуде и Пемброк-Пайнс (Флорида).

## Основные рекорды
- 1982 год — 874 300 очков в Donkey Kong[1].
- 1984 год — 7 881 050 очков в BurgerTime[англ.], рекорд продержался до 2005 года[42][43].
- Январь 1985 года — 703 560 очков в Ms. Pac-Man, рекорд продержался до 2001 года[44].
- 8 июля 1985 года — пятый человек в истории, набравший более 10 миллионов очков в Centipede[42].
- 1999 год — первый игрок, прошедший Pac-Man на максимально возможный результат в 3 333 360 очков[45] .
- 2004 год — 957 300 очков в Donkey Kong Jr.[42]
- 24 июля 2010 — повторное взятие рекордов в Donkey Kong (1 062 800 очков) и Donkey Kong Jr. (1 270 900 очков)[14]. Оба рекорда были побиты в 2015 году[42].

## Признание
14 января 1984 Митчелл был объявлен одним из «геймеров года» по версии Twin Galaxies и U.S. National Video Game Team. 21 июня 2006 года MTV включила Митчелла в список «10 самых влиятельных геймеров всех времён». Дэвид Рэмси в статье для Oxford American описал Митчелла как «вероятно, величайшего аркадного игрока всех времён».